# Шитум, Марио
Марио Шитум (хорв. Mario Šitum; 4 апреля 1992 года, Загреб) — хорватский футболист, играющий на позиции полузащитника. Ныне выступает за «Кайсериспор».

## Карьера
Марио Шитум начинал свою карьеру футболиста в загребском «Динамо». 26 февраля 2011 года он дебютировал в Первой хорватской лиге, выйдя в основном составе в гостевом поединке против «Карловаца». На 12-й минуте этого матча Шитум забил свой первый гол на высшем уровне.
В начале 2012 года Марио Шитум был отдан в аренду «Локомотиве», а летом 2014 году — клубу итальянской Серии B «Специя». Сезон 2016/17 он отыграл за «Динамо», а летом 2017 года на правах аренды перешёл в польский «Лех».

## Достижения
«Динамо Загреб»
- Чемпион Хорватии (1): 2010/11
- Обладатель Кубка Хорватии (2): 2010/11, 2016/17